# Moustapha Mbow
Mamadou Moustapha Mbow (Guédiawaye, 8 marzo 2000) è un calciatore senegalese, difensore del Paris FC.

## Carriera

### Club
Cresciuto nel settore giovanile dell'AF Darou Salam, nel gennaio 2019 viene ceduto allo Stade Reims, che lo aggrega al proprio settore giovanile. Il 19 dicembre 2021 debutta in prima squadra, in occasione dell'incontro di Coppa di Francia vinto per 0-1 contro il Reims Sainte-Anne. Tre giorni dopo debutta anche in Ligue 1, disputando l'incontro pareggiato per 1-1 contro l'Olympique Marsiglia. Il 27 gennaio 2022 viene ceduto in prestito al Nîmes, militante in Ligue 2, fino al termine della stagione. Il 1º settembre seguente prolunga il suo contratto fino al 2025 e contemporaneamente viene prestato al Seraing, club della massima divisione belga, per l'intera durata della stagione.
Il 20 luglio 2023 viene ceduto a titolo definitivo al Paris FC.

### Nazionale
Nel 2019 con la nazionale senegalese Under-20 ha preso parte alla Coppa delle nazioni africane di categoria e al Mondiale di categoria.

## Statistiche

### Presenze e reti nei club
Statistiche aggiornate al 22 aprile 2023.
| Stagione             | Squadra              | Campionato           | Campionato | Campionato | Coppe nazionali | Coppe nazionali | Coppe nazionali | Coppe continentali | Coppe continentali | Coppe continentali | Altre coppe | Altre coppe | Altre coppe | Totale | Totale |
| Stagione             | Squadra              | Comp                 | Pres       | Reti       | Comp            | Pres            | Reti            | Comp               | Pres               | Reti               | Comp        | Pres        | Reti        | Pres   | Reti   |
| -------------------- | -------------------- | -------------------- | ---------- | ---------- | --------------- | --------------- | --------------- | ------------------ | ------------------ | ------------------ | ----------- | ----------- | ----------- | ------ | ------ |
| 2019-2020            | Stade Reims 2        | N2                   | 2          | 0          |                 | -               | -               |                    | -                  | -                  |             | -           | -           | 2      | 0      |
| 2020-2021            | Stade Reims 2        | N2                   | 3          | 0          |                 | -               | -               |                    | -                  | -                  |             | -           | -           | 3      | 0      |
| 2021-gen. 2022       | Stade Reims 2        | N2                   | 7          | 0          |                 | -               | -               |                    | -                  | -                  |             | -           | -           | 7      | 0      |
| Totale Stade Reims 2 | Totale Stade Reims 2 | Totale Stade Reims 2 | 12         | 0          |                 | -               | -               |                    | -                  | -                  |             | -           | -           | 12     | 0      |
| 2021-gen. 2022       | Stade Reims          | L1                   | 1          | 0          | CF              | 2               | 0               |                    | -                  | -                  |             | -           | -           | 3      | 0      |
| gen.-giu. 2022       | Nîmes 2              | N3                   | 1          | 0          |                 | -               | -               |                    | -                  | -                  |             | -           | -           | 1      | 0      |
| gen.-giu. 2022       | Nîmes                | L2                   | 12         | 0          | CF              | -               | -               |                    | -                  | -                  |             | -           | -           | 12     | 0      |
| set. 2022-2023       | Seraing              | D1                   | 25         | 1          | CB              | 2               | 0               |                    | -                  | -                  |             | -           | -           | 27     | 1      |
| Totale carriera      | Totale carriera      | Totale carriera      | 51         | 1          |                 | 4               | 0               |                    | -                  | -                  |             | -           | -           | 55     | 1      |